# مقايسة حماية النوكلياز
مقايسة حماية النوكلياز هي تقنية معملية تستخدم في الكيمياء الحيوية وعلم الوراثة لتحديد جزيئات الحمض النووي الريبوزي الفردية في عينة الحمض النووي الريبوزي غير المتجانسة المستخرجة من الخلايا. يمكن لهذه التقنية تحديد واحد أو أكثر من جزيئات حمض نووي ريبوزي ذات التسلسل المعروف حتى عند التركيز الكلي المنخفض. يُخلط الحمض النووي الريبوزي المستخرج أولاً مع حمض نووي ريبوزي المضاد للحساسية أو مجسات الحمض النووي المكملة لتسلسل أو تسلسلات الاهتمام وتهجن الخيوط التكميلية لتشكيل حمض نووي ريبوزي مزدوج الذي تقطعت به السبل (أو هجين الحمض النووي - الحمض النووي الريبوزي). ثم يتعرض الخليط للريبونوكلياز الذي يشق على وجه التحديد حمض نووي ريبوزي أحادي الشريط فقط ولكن ليس له نشاط ضد حمض نووي ريبوزي المزدوج الشريط. عندما يستمر التفاعل حتى اكتماله، تتحلل مناطق حمض نووي ريبوزي الحساسة إلى أوليغومرات قصيرة جداً أو إلى نيوكليوتيدات فردية. شظايا الحمض النووي الريبوزي الباقية هي تلك التي كانت مكملة لشريط مضاد للإحساس المضاف وبالتالي احتوت على تسلسل الاهتمام.

## مجس
تُحضر المجسات عن طريق استنساخ جزء من الجين محل الاهتمام في ناقل تحت سيطرة أي من المروجين التاليين، أس بس 6 أو تي 7 أو تي 3. يُتعرف على هؤلاء المروجين من قبل بوليميراز الحمض النووي الريبوزي المعتمد على الحمض النووي الذي يتميز أصلاً من البكتيريا. المسابير المنتجة مشعة حيث تحضر عن طريق النسخ في المختبر باستخدام جينات UTP المشعة. يُشق الحمض النووي أو الحمض النووي الريبوزي غير المكتمل بواسطة النيوكليازات. عندما يكون المسبار جزيء الحمض النووي، يُستخدم نوكلياز أس 1 ؛ عندما يكون المسبار هو الحمض النووي الريبوزي، يمكن استخدام أي ريبونوكلياز أحادي الشريط. وبالتالي يُكشف عن تكملة المسبار الحمض النووي الريبوزي الرسول الباقية ببساطة عن طريق التصوير الشعاعي الذاتي.

## استخدامات
تستخدم مقايسات حماية النيوكلياز لتعيين الإنترونات ونهايات 5َ و3َ لمناطق الجينات المنسوخة. يمكن الحصول على نتائج كمية فيما يتعلق بكمية الحمض النووي الريبوزي المستهدف الموجود في المستخلص الخلوي الأصلي - إذا كان الهدف هو الحمض النووي الريبوزي الرسول، فقد يشير ذلك إلى مستوى نسخ الجين في الخلية.
كما أنها تستخدم للكشف عن وجود الحمض النووي الريبوزي المزدوج الذين تقطعت بهم السبل، والذي قد يعني وجوده تداخل الحمض النووي الريبوزي.
لطخة نورثرن هي تقنية معملية تنتج معلومات مماثلة. إنه أبطأ وأقل كمية، ولكنه ينتج أيضاً معلومات دقيقة حول حجم الحمض النووي الريبوزي المستهدف. تقتصر منتجات مقايسة حماية النوكلياز على حجم المجسات الأولية بسبب تدمير الحمض النووي الريبوزي غير المهجن أثناء خطوة هضم النيوكلياز.